# كأس الإنتركونتيننتال 1992
كأس الإنتركونتيننتال 1992 جمعت نسخة عام 1992 في بطولة كأس الإنتركونتيننتال بطل دوري أبطال أوروبا لموسم 1991-92 نادي برشلونة الإسباني مع بطل كأس ليبرتادوريس سنة 1992 نادي ساو باولو البرازيلي على الملعب الأولمبي الوطني في العاصمة اليابانية طوكيو ، وحقق ساو باولو البطولة بعد الفوز بنتيجة 2-1 .

## التفاصيل
| برشلونة                              | 1–2 | ساو باولو                           |
| ------------------------------------ | --- | ----------------------------------- |
| ستويتشكوف 12' · المدرب · يوهان كرويف |     | راي 27' 78' · المدرب · تيلي سانتانا |